# Abdyu
Abdyu és un Déu de la religió politeista que prosperava principalment en el Egipte faraònic, nom jeroglífic del qual la seva transliteració del seu nom egipci és: Ȝbḏw.
La seva iconografia és d'un peix i està relacionat amb Ant, un altre conductor de la barca. Osiris i Ra

## Sinopsi
Segons la teologia heliopolitana, el déu solar Ra recorria el món subterrani a l'arribada de la nit. Aquest món estava plegat de Déus i genis, uns favorables al déu i altres clarament negatius. Aquests últims pretenien interceptar la barca del sol i atacar al seu ocupant amb la finalitat que durant el matí no pogués renéixer, Abdyu era un Déu entre d'altres déus majors o menors que ajudaven al Déu Ra a recórrer el seu recorregut correctament. Ell, junt amb el déu Ant, personifica a un dels dos conductors de la barca del sol en el seu viatge nocturn i subterrani. Aquesta funció la podem trobar explicada en el llibre dels morts.
Ell, acompanyat dels seu company, se situen en la popa i en la proa de l'embarcació per conduir-la pel camí correcte, evitant que s'encalli o evitant que fos encallada per genis malignes.
Considerat un dels peixos mitològics, defensava la barca nedant per un dels costats de la barca. No va tenir cap centre de culte exclusiu ni particular però estava adorat principalment a Abidos (Alt Egipte).